# Petra lavica
Petra lavica ("Dal Mediterraneo fino in fondo al cuore") è un album di Kaballà del 1991.
È stato realizzato presso gli studi "Metropolis" di Milano, pubblicato dalla CGD - Warner Bros. Records e prodotto da Gianni De Berardinis in collaborazione con Massimo Bubola, per gli arrangiamenti di Lucio Fabbri.
Bubola è inoltre coautore dei testi di In gloria, Il mirto e la rosa, Quantu ci voli, Sciogli i capelli, e della musica di Fin' a dumani.
Nell'album suonano musicisti quali Walter Calloni, Paolo Costa, Mark Harris, Gianni De Berardinis, Mauro Pagani, Fabrizio Consoli, Alessandro Simonetto, Angelo Pusceddu, Antonello Aguzzi, Amedeo Bianchi, Massimo Falda, Demo Morselli, Giancarlo Parisi.

## Tracce
1. In gloria - 5:21 - (Rinaldi, Bubola - De Berardinis, Rinaldi)
2. Petra lavica - 5:15 - (Rinaldi - Rinaldi, De Berardinis, Riolo)
3. Il mirto e la rosa - 5:14 - (Rinaldi, Bubola - De Berardinis, Rinaldi)
4. Sutta lu mari - 5:18 - (Rinaldi, Camarilla - De Berardinis, Rinaldi)
5. Fin' a dumani - 4:51 - (Rinaldi - De Berardinis, Rinaldi, Bubola)
6. Ventu d'amuri - 5:18 - (Rinaldi, Camarilla - De Berardinis, Rinaldi)
7. Quantu ci voli - 4:57 - (Rinaldi, Bubola - De Berardinis, Rinaldi)
8. Sciogli i capelli - 2:27 - (Bubola, Rinaldi - De Berardinis, Rinaldi)
9. Petra lavica (strumentale) - 5:11